# Termitomyces eurhizus
Termitomyces eurhizus é uma espécie de fungo Agaricus, pertencente à família Lyophyllaceae, nativa do Paquistão, Índia, Sri Lanka, Burma, Malásia e do sudoeste da China. Este fungo exerce relação simbiótica com cupins, ocasionando o crescimento após os períodos de chuva.

## Taxonomia
O botânico Miles Joseph Berkeley nomeou o fungo em 1847 como Angaricus eurhizus, a partir do material coletado no subúrbio de Peradeniya, no Sri Lanka. Em 1942, O botânico francês Roger Heim reclassificou a espécie como Termitomyces eurhizus. O pertencimento ao gênero Termitomyces foi confirmado após um estudo de DNA ribossômico de 2000, sugerindo a influência de cupins na formação do clade.

## Descrição
A parte superior do fungo varia de 6 a 15 cm de diâmetro, com oscilações raras de até 24 cm de diâmetro. De tom cinzento-castanho desvanecido e esbranquecedor, a parte superior é convexa antes de expandir-se nas margens. As guelras são livres e a haste não-anelar tem dimensões de 20 cm de altura e de 1,5 a 2,5 cm de diâmetro. Em relação aos poros, tem-se a impressão de esporos cor-de-rosa e em formato oval, variando de 6,8 a 9,3 μm de comprimento por 5,1 a 6,8 μm de largura.

## Formação ecológica
Amplamente distribuído, o fungo T. eurhizus é encontrado no Paquistão, Índia, Sri Lanka, Birmânia, na Malásia e no sudoeste da China. Semelhante aos outros membros do mesmo gênero, os cogumelos crescem fora dos cupins. O T. eurhizus está associado à espécie de cupim Macrotermes gilvus, presente em Selangor, na Malásia, e ao cupim Odontermes badius, presente no Sri Lanka. Juntos, o fungo e os cupins exercem uma relação de simbiose, associação na qual ambos os indivíduos têm vantagens mútuas. Os cupins cultivam o fungo na parte interna de material vegetal, que futuramente serão consumidos. Os nutrientes presentes são digeríveis pelo fungo e, após a chuva, o fungo é desencadeado na produção de grandes cogumelos que crescem e se espalham em outros locais.

## Consumo
Em outubro de 1972, auferiu-se que este fungo era vendido em mercados do distrito indiano de Midnapor, no estado de Bengala Ocidental. No Quedá, conhecido como cendawan kaki lembu, o fungo é consumido pelos habitantes locais.